# Amt Schönberger Land
Amt Schönberger Land – niemiecki związek gmin leżący w kraju związkowym Meklemburgia-Pomorze Przednie, w powiecie Nordwestmecklenburg. Siedziba związku znajduje się w mieście Schönberg.
W skład związku wchodzi osiem gmin, w tym dwie gminy miejskie (Stadt) oraz sześć gmin wiejskich (Gemeinde):
1. Dassow, miasto
2. Grieben
3. Lüdersdorf
4. Menzendorf
5. Roduchelstorf
6. Schönberg, miasto
7. Selmsdorf
8. Siemz-Niendorf

## Zmiany administracyjne
- 1 stycznia 2014
  - przyłączenie gminy Papenhusen do Związku Gmin Grevesmühlen-Land
- 1 stycznia 2019
  - przyłączenie gminy Lockwisch do miasta Schönberg
- 26 maja 2019
  - utworzenie gminy Siemz-Niendorf z gmin Groß Siemz i Niendorf